# Земля (фильм, 1930)
«Земля» — кинопоэма Александра Довженко, снятая в 1930 году на открытой незадолго до этого Киевской кинофабрике ВУФКУ. Первый советский фильм о коллективизации, он повествует о борьбе крестьянства против кулачества в период организации первых колхозов.
В апреле 1930 года постановлением Оргбюро ЦК ВКП(б) его демонстрация была приостановлена «впредь до внесения Культпропом ЦК ВКП(б) соответствующих поправок в картину, исключающих откровенные и иные, противоречащие советской политике элементы». Полный вариант фильма с крестьянами, заправляющими радиатор трактора собственной мочой, и обнаженной невестой убитого комсомольца вышел в широкий прокат спустя сорок лет.
В 1958 году на Всемирной выставке в Брюсселе в ходе опроса зарубежные критики назвали «Землю» в числе двенадцати лучших фильмов всех времен и народов.

## Сюжет
Действие происходит в обычном селе Украинской ССР. Местный старик Семён Трубенко находится при смерти. В окружении своей семьи, включая сына Опанаса и друга Петро, он любуется природой. Петро просит, чтобы тот после смерти дал знак, куда он попадет: в рай или ад. Вскоре Семён умирает. А Петро так и не дожидается от него известий. На заседании местные кулаки заявляют о своем неприятии коллективизации, тогда как комсомолец Василь, внук Семена и сын Опанаса, обсуждает с друзьями её положительные стороны. Хотя его отец кулак, он объявляет, что «теперь кулакам настал конец», и что получив сельскохозяйственную технику, народ отберет у них землю. Сам же Опанас относится к этому скептически.
Василь приезжает с первым трактором. Несмотря на насмешки потомственного кулака Хомы Белоконя, с помощью техники, предоставленной райкомом, крестьяне дружно перепахивают колхозные наделы и межу, отделяющую коллективное хозяйство от частного. За небольшой срок они собирают урожай и производят хлеб. Ночью по дороге домой Василь танцует гопак. Темная фигура стреляет в него, и он умирает.
После смерти сына Опанас заявляет о своем атеизме и прогоняет русского православного священника, который хотел совершить обряд отпевания. Опанас просит друзей Василя похоронить сына без попов и «петь новые песни для новой жизни». Жители села провожают Василя в последний путь, тогда как обнаженная Наталья оплакивает смерть жениха, а местный священник проклинает их как нечестивых язычников. На кладбище прибегает Хома и признается, что именно он убил Василя в знак протеста против нового строя, но жители села не обращают на него внимания, слушая вдохновенную речь одного из комсомольцев. Тот заявляет, что имя Василя узнает весь мир. В финале, как и в начале фильма, проливной дождь орошает поля, овощи и фрукты.

## В ролях
- Семён Свашенко — Василь Трубенко
- Степан Шкурат — Опанас Трубенко
- Юлия Солнцева — дочь Опанаса
- Елена Максимова — Наталья, невеста Василя
- Николай Надемский — Семён
- Иван Франко — кулак Белоконь
- Пётр Масоха — Хома Белоконь, кулацкий сын
- Владимир Михайлов — священник
- П. Петрик — секретарь комсомольской ячейки
- Павел Уманец — предсельсовета
- Е. Бондина — молодая крестьянка
- Лука Ляшенко — молодой кулак
- Василий Красенко — Петро
- Владимир Сокирко — старик Пётр (в титрах не указан)

## Съёмочная группа
- Автор сценария и режиссёр-постановщик — Александр Довженко
- Оператор — Даниил Демуцкий
- Художник — Василий Кричевский
- Ассистенты режиссёра — Юлия Солнцева, Лазарь Бодик

## Технические данные
- Производство: ВУФКУ, Киев, СССР
- Художественный фильм, чёрно-белый, немой.
- Восстановлен на студии «Мосфильм» в 1972 г.
- Автор музыки к восстановленному фильму Вячеслав Овчинников.

## Значение
В советской прессе фильм был раскритикован за натурализм (обнажённая женская натура, языческий культ природы), но за рубежом получил признание в качестве одного из самых поэтичных в мировом кино. В 1958 году на Всемирной выставке в Брюсселе «Земля» заняла десятое место среди 12 лучших фильмов в истории кино. Фильм демонстрирует глубокое философское осмысление жизни, смерти, любви. Необычайна красота визуального ряда: сцены очистительного дождя, потоками заливающего плоды земли, из-за которой и разгораются страсти в украинском селе.
Цитаты из фильма Довженко можно встретить в советских и зарубежных кинолентах («Кубанские казаки», «Иваново детство», «Манхэттен», «Нет мира под оливами»).
8 декабря 2015 года «Земля» была включена в список шедевров мирового кинематографа, составленный ЮНЕСКО по случаю своего 70-летия. В списке ста лучших украинских фильмов по версии кинокритиков, составленном в 2021 году, фильм занимает 2-е место.

## Выпуск
В 1971 году «Земля» была восстановлена на киностудии «Мосфильм» под руководством вдовы Александра Довженко Юлии Солнцевой.
В 2012 году Национальный центр Александра Довженко начал реставрацию на основе оригинальной версии 1930 года. На протяжении зимы и весны 2012 года по заказу Центра этно-хаос группа «ДахаБраха» записала музыкальное сопровождение к киноленте. По словам одного из участников украинского коллектива, Марко Галаневича, приступая к написанию саундтрека, группа специально не слушала музыку других авторов, которые работали над «Землёй». Одной из задач «ДахаБраха» было снизить идеологический советский накал в картине, выделив для зрителя человеческую драму. В марте 2016 года представитель украинской дистрибьюторской компании «Артхаус Трафик» заявил, что реставрация «Земли» продолжается до сих пор.
Премьера пробного варианта отреставрированной версии состоялась в июле 2012 года на 3-м Одесском международном кинофестивале. Фильм был показан под открытым небом на Ланжероновском спуске в живом сопровождении группы «ДахаБраха». Также в сентябре того же года показ состоялся на 5-м фестивале Гогольfest.
20 января 2017 года «Земля» открыла фестиваль украинского кино в Брюсселе. А в марте того же года состоялся показ фильма на 24-м кинофестивале South by Southwest (SXSW) в секции «Специальные события».

## Издания
- Издание на DVD (США): Входит в DVD «Three Complete Classics of the Soviet Avant-Garde». Издатель: Kino International Corporation, Нью-Йорк, США, 2003 (с английскими субтитрами).
- Права принадлежат: общественное достояние. Английский перевод осуществлён Eastin-Phelan Corporation, 1975 год.